# Hada ochrea
Hada ochrea är en fjärilsart som beskrevs av Tutt 1892. Hada ochrea ingår i släktet Hada och familjen nattflyn. Inga underarter finns listade i Catalogue of Life.